# Cốt khí lông vàng
Cốt khí lông vàng (danh pháp: Tephrosia vogelii) là loài thực vật thuộc chi Cốt khí Tephrosia.

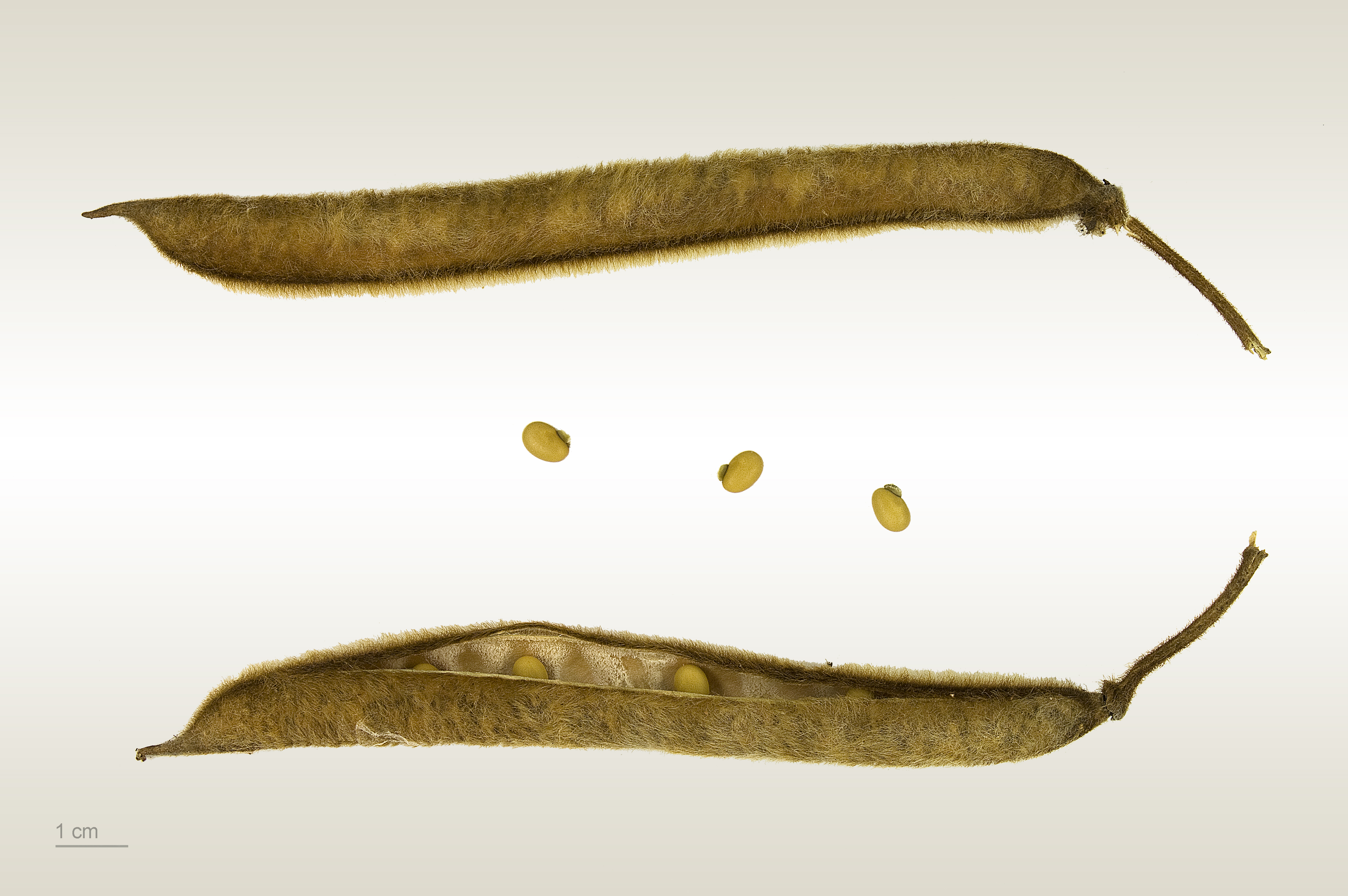
Tephrosia vogelii

Cốt khí lông vàng chứa hai rotenoid là deguelin và tephrosin.